# О’Хаган, Тимоти
Тимоти Дэвид Брендан О’Хаган (англ. Timothy David Brendan O'Hagan; 4 января 1945 — 19 мая 2025) — британский философ и профессор кафедры философии Университета Восточной Англии.
Он наиболее известен своими работами о учении Руссо (Rousseau, 1999) и философии права (The End of Law?, 1984).
О’Хаган умер 19 мая 2025 года в возрасте 80 лет.

## Книги
- Jean-Jacques Rousseau, Routledge 1999
- The End of Law?, Blackwell 1984